# La prima cosa bella
La prima cosa bella és una pel·lícula dramàtica italiana de 2010 dirigida per Paolo Virzì, produïda per Medusa Film, Motorino Amaranto i Indiana Production, estrenada a Itàlia el 15 de gener de 2010. La pel·lícula és protagonitzada per Micaela Ramazzotti, Valerio Mastandrea, Claudia Pandolfi i Stefania Sandrelli. El 9 de novembre de 2010 la pel·lícula es va estrenar al festival Cinema Italian Style de Los Angeles. S'ha doblat i subtitulat al català.

## Sinopsi
La pel·lícula explica la història de la família Michelucci, des de la dècada del 1970 fins a l'actualitat. El personatge central és la sorprenentment bella Anna, la mare viva, frívola i de vegades vergonyosa d'en Bruno i de la Valeria. Tot comença l'estiu de 1971, al certamen anual de bellesa d'estiu que se celebra a l'establiment de bany més popular de Livorno. L'Anna és coronada inesperadament com la "mare més bella", provocant sense voler-ho la gelosia violenta del seu marit, un suboficial de carabinieri. A partir d'aleshores, el caos colpeja la família i per a l'Anna, en Bruno i la seva germana Valeria, és l'inici d'una aventura que només s'acabarà trenta anys després. Tota la pel·lícula està ambientada en el moment en el qual en Bruno, que treballava com a professor de secundària i que va acabar vivint a Milà després d'aconseguir escapar de Livorno i de la seva mare, torna a la seva ciutat natal per estar al costat de la seva mare durant els seus últims dies, recordant molts dels episodis clau de la seva vida familiar a través d'una llarga sèrie de salts enrere.

## Repartiment
- Valerio Mastandrea com a Bruno Michelucci
- Micaela Ramazzotti com a Anna Nigiotti a Michelucci - 1971-1981
- Stefania Sandrelli com a Anna Nigiotti a Michelucci - 2008
- Claudia Pandolfi com a Valeria Michelucci
- Marco Messeri com a Il Nesi
- Fabrizia Sacchi com a Sandra
- Aurora Frasca com a Valeria Michelucci - infant
- Giacomo Bibbiani com a Bruno Michelucci - infant
- Giulia Burgalassi com a Valeria Michelucci - adolescent
- Francesco Rapalino com a Bruno - adolescent
- Sergio Albelli com a Mario Michelucci
- Isabella Cecchi com a Zia Leda Nigiotti
- Emanuele Barresi com a Roberto Lenzi
- Dario Ballantini com a Avvocato Cenerini
- Paolo Ruffini com a Cristiano Cenerini

## Premis i nominacions
La pel·lícula va ser nominada a 18 premis David di Donatello, i va guanyar les categories al millor guió (Paolo Virzì, Francesco Bruni, Francesco Piccolo), millor actriu (Micaela Ramazzotti) i millor actor (Valerio Mastandrea). La pel·lícula va ser nominada al Premi del Cinema Europeu a la millor direcció. Va ser seleccionada com a candidata italiana per a la millor pel·lícula en llengua estrangera als 83è Premis Oscar, però no va arribar a la llista final.
El juliol de 2010, La prima cosa bella va guanyar quatre premis Nastro d'Argento: director de la millor pel·lícula de l'any (Paolo Virzi), millor actriu (Micaela Ramazzotti i Stefania Sandrelli), millor guió (Paolo Virzi, Francesco Bruni, Francesco Piccolo) i millor Disseny de Vestuari (Gabriella Pescucci). La pel·lícula es va projectar en alguns festivals internacionals de cinema, com ara Open Roads, el Festival Internacional de Cinema de Shanghai, el Festival de Cinema d'Annecy i el Festival de Cinema Italià NICE.